# Nolay, Nièvre
Nolay este o comună în departamentul Nièvre din centrul Franței. În 2009 avea o populație de 365 de locuitori.

## Evoluția populației
| An        | 1975 | 1982 | 1990 | 1999 | 2006 | 2009 |
| --------- | ---- | ---- | ---- | ---- | ---- | ---- |
| Populație | 507  | 326  | 339  | 335  | 357  | 365  |